# Antoon Postma
Antoon Vreeze Postma (28 maart 1929 - Calapan, 22 oktober 2016) was een Nederlandse antropoloog en paleograaf die wordt beschouwd als een autoriteit op het gebied van de Mangyan, een groep oorspronkelijke bewoners op het Filipijnse eiland Mindoro. 

## Biografie
Postma kwam in 1958 als missionaris van Steyl aan in Roxas, een stad in de Filipijnse provincie Oriental Mindoro. Later werd hij overgeplaatst naar Panaytayan in de gemeente Mansalay. Postma zou er nooit meer weggaan. Dertig jaar na zijn aankomst in Panaytayan zou hij stoppen met zijn werk als priester om te trouwen met Yam-ay, een Hanunuo-Mangyan. Hij raakte gefascineerd door de taal en cultuur van de oorspronkelijke bewoners van het eiland, de Mangyan en verzamelde in de loop der jaren meer dan 20.000 Mangyan gedichten (ambahans), vele Mangyan artefacten en publiceerde diverse boeken over de Mangyans. Door zijn toewijding werden de talen van de noordelijke Buhid en de zuidelijke Hanunuo-Mangyan en de paleografieën van de Tagbanua en Palaw'an uitgeroepen tot nationale cultuurschatten en opgenomen op de Werelderfgoedlijst voor documenten. Postma ontcijferde bovendien de Laguna Copperplate Inscription. Dit document uit het jaar 900 na Chr. is het oudste geschreven document dat ooit is gevonden in de Filipijnen.
In 2000 richtte hij met twee anderen het Mangyan Heritage Center (MHC) op. Ook werd een bibliotheek opgericht waarin 's werelds grootste collectie van Mangyan bronnen is verzameld. In maart 2009 werd Postma benoemd tot Ridder in de Orde van Oranje-Nassau. Hij kreeg de onderscheiding opgespeld door de Nederlandse ambassadeur in de Filipijnen in een feestelijke ceremonie op zijn 80e verjaardag in aanwezigheid van zijn vrouw en zeven kinderen.
Postma overleed in 2016 op 87-jarige leeftijd in Maria Estrella General Hospital in Calapan.